# Corona (US-amerikanische Automarke)
Corona war eine US-amerikanische Automarke.

## Markengeschichte
Diese Marke gab es nur 1922. Es gab eine Verbindung zu Briggs & Stratton. Unter Umständen war Briggs & Stratton auch der Hersteller.

## Fahrzeuge
Das einzige Modell war auffallend einfach gestaltet. Es hatte vier normale Räder. Ein Briggs & Stratton Motor Wheel trieb die Fahrzeuge an. Dies war ein zusätzliches Rad mitsamt Motor, das sich am Heck befand. Die Höchstgeschwindigkeit war mit nahezu 30 mph (48 km/h) angegeben. Das Fahrgestell hatte 183 cm Radstand. Die offene Karosserie des  Buckboard bot Platz für zwei Personen hintereinander.